# 普鲁士级铁甲舰
普鲁士级铁甲巡防舰（德語：Panzerfregatten der Preussen-Klasse）是德意志帝国海军于1870年初期建造的三艘铁甲巡防舰所使用的船级。其中首舰普鲁士号于1871年开建、1873年下水；腓特烈大帝号也于1871年开建、1874年下水；而大选帝侯号尽管是最早开建的一艘——自1869年便开始架设龙骨，却直至1875年才完工下水。这些舰只随着普鲁士号的入役而自1876年起陆续投入使用。
大选帝侯号在1878年、即入役后不久的一次演习中便丧失，当时有两艘小型帆船越过大选帝侯号和威廉国王号的舰艏，迫使两艘舰都进行了紧急规避。在混乱中，威廉国王号与大选帝侯号发生碰撞，导致后者沉没。普鲁士号和腓特烈大帝号则在舰队服役直1890年代，然后被降为次要职责，包括曾担任港湾船，后来又成为贮煤废船。第一次世界大战结束后，这两艘舰最终分别于1919年和1920年拆解报废。

## 设计

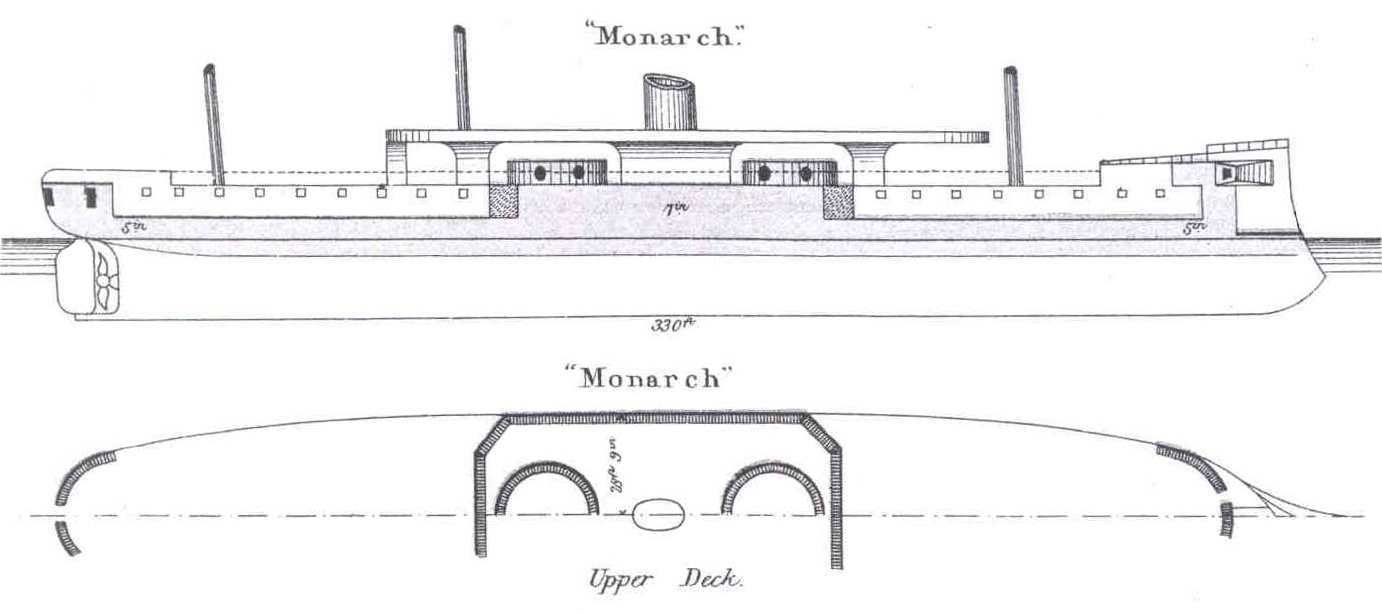
英国铁甲舰君主号铁甲舰示意图，普鲁士级的设计深受此影响

1867年，北德意志联邦国会批准了一项舰队规划，要求在1877年之前建立一支由十六艘铁甲舰（以及其它一些军舰）组成的舰队。这支铁甲舰队的目的是作为海岸防御力量，以避免发生丹麦海军在1864年普丹战争期间对德国港口实施的类似封锁。至1867年，德国人已接收了一对小型铁甲撞角舰——阿米尼乌斯号和阿达尔贝特亲王号，并订购了三艘更大的铁甲巡防舰——腓特烈·卡尔号、王储号和威廉国王号。所有这些舰只都购自外国造船厂，而德国建造的首艘铁甲舰——汉萨号，则自1868年开始架设龙骨。紧随其后的便是普鲁士级，这也是德国舰队中首个统一的船级。
普鲁士级的设计方案是由时任造舰总设计师的卡尔·埃尔贝茨哈根（Carl Elbertzhagen）在海军领导委员会的指示下，于1868年定稿。他原本打算仿照奥匈帝国的库斯托扎号建造一艘炮廓舰，这种样式避开了传统的舷炮布局，改为在两层高的炮廓内安装数量更少的大口径炮，从而比舷侧武器更为灵活。同级的第一艘舰——大选帝侯号便是按该设计开建的，但在1869年的工程进行期间，埃尔贝茨哈根重新调整了方案，制定出一款炮塔舰，其搭载的旋转式双炮塔由考珀·科尔斯设计。新舰遵循与英国铁甲舰君主号相同的样式。由于重型炮塔必须安装在相对较低的位置以防止不稳定，因此低乾舷是必要的，这降低了耐海性能。为了弥补此缺陷，埃尔贝茨哈根将拼搭的艏楼和艉楼通过一个铰链式舷墙合成一体，该舷墙可以在航行中抬高，也可以在使用火炮时降低。设计返工导致大选帝侯号的建设严重延误。

### 整体特征

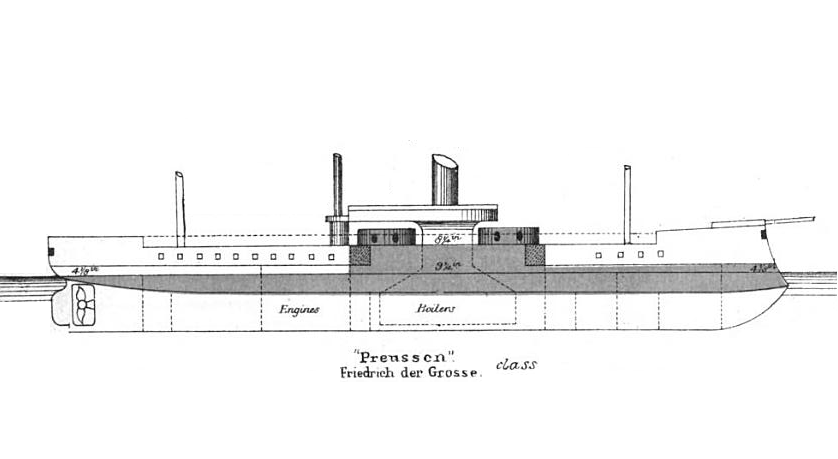
普鲁士级铁甲舰示意图

普鲁士级舰只的水线长度和全长分别为94.5米和96.59米，舷宽为16.3米，有7.12米的前吃水和7.18米的后吃水。其设计排水量为6821吨、满载排水量则达7718吨。它们的船体是采用横向和纵向的铁架构造；镀铁层以柚木作背衬。船体被划分为十二个水密舱室和一个占舰只长度比重为60%的双层船底。
基于应舵灵敏、运动温和等特性，德意志帝国海军将普鲁士级舰只视作良好的海船。这些舰只的转弯半径很小，但在航行中易于倾覆且速度较慢。它们的标准船员编制为46名军官及454名水兵。这些舰只还搭载有一些小型舰载艇，包括1艘哨艇、2艘机动艇、1艘大舢板、2艘短桅帆船、2艘高低桅帆船以及2艘小划艇。
三艘同级舰均由一台三缸单胀蒸汽机提供动力，用以驱动一副直径为6.60米的四叶螺旋桨；其中普鲁士号的发动机由伏尔铿公司制造，而腓特烈大帝号和大选帝侯号的发动机则来自柏林的恩格尔斯公司。所需的蒸汽是通过六台由帝国船厂生产的筒状燃煤火管锅炉供给，它们被汇集至一个大型的可伸缩烟囱。舰只还配备有全帆船具。舰载的三台发电机则可提供30千瓦的电力。普鲁士级舰只的发动机额定功率超过5,471匹公制馬力（5,396匹指示馬力），最高速度为14節（26每小時）。它们按设计可贮存564吨燃煤，能够以10節（19每小時）的速度续航1,690海里（3,130）。

### 武器及装甲

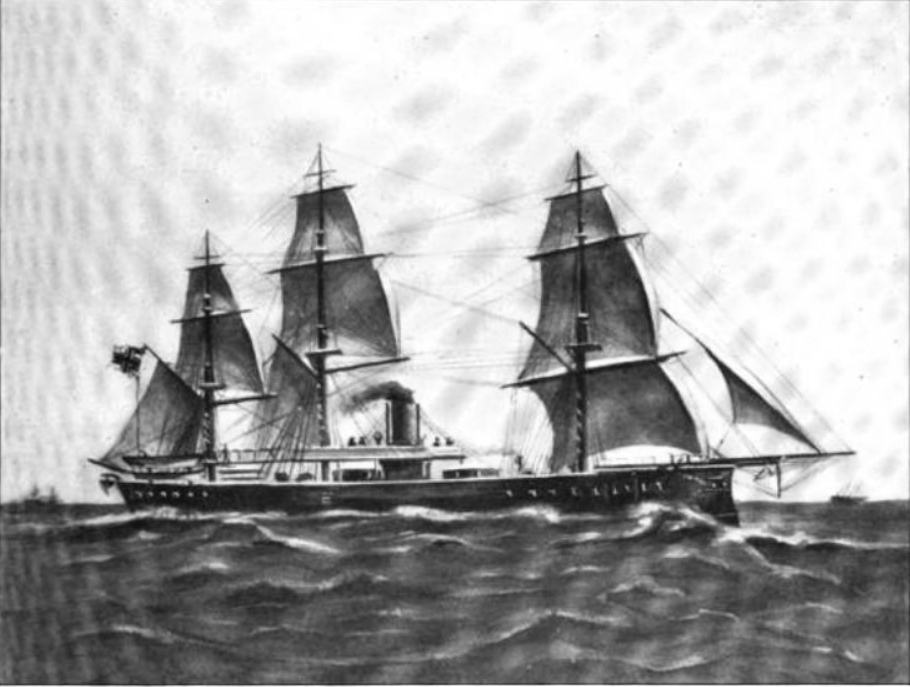
扬帆航行的大选帝侯号

普鲁士级舰只的主舰炮为安装在一对蒸汽动力双座炮塔内的四门260毫米22倍径箍炮，共配备400发弹药。它们被架设于原本应是炮台位置的甲板上，可降低至-3°俯角和提升至11°仰角，这使其最大射程可达5000米。由于艏楼和艉楼直接阻挡了朝前或向后开火的角度，因此舰上还配备了两门170毫米25倍径追击炮，分设于艏艉两端。这些炮共配备200发弹药。与260毫米炮一样，170毫米炮也可以提升至11°仰角，最大射程为5000米。
在1889年至1891年间，普鲁士号和腓特烈大帝号进行了重建，军备得以大大加强。它们安装有六门（后为十门）88毫米30倍径速射炮，提供多达2500发弹药。另外还加装两挺机炮。这两艘舰还增设了5具直径为350毫米的鱼雷发射管：其中普鲁士号是安装在船体的水线下方；而腓特烈大帝号是置于水面之上。两舰均配备13枚鱼雷。
舰只的装甲由锻铁制成，并以柚木为衬垫。装甲带由两层列板组成；上层列板有203毫米厚，下层列板的厚度范围从102至229毫米不等。两者都衬有234至260毫米的柚木。它们的前司令塔分别为30和50毫米厚。炮塔有25毫米厚的顶板，弯曲的侧面厚度从203至254毫米不等，背衬260毫米厚的柚木；较厚的装甲位于炮塔前部，在那里它们更容易受到攻击，而侧部和后部的保护较薄。

## 建造

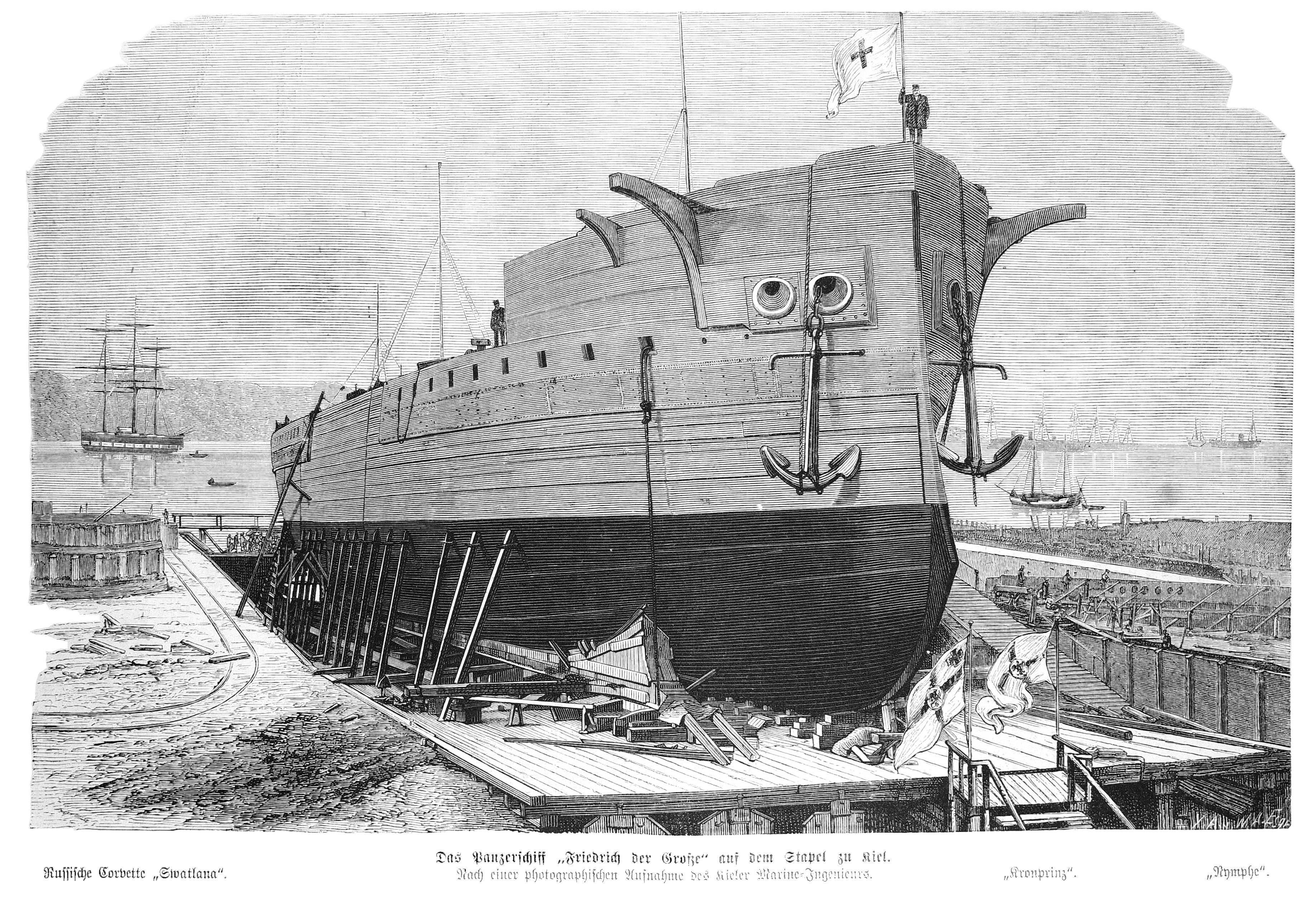
建造中的腓特烈大帝号（1874年）

大选帝侯号于1869年率先开始架设龙骨，另两艘姊妹舰也跟随于1871年动工。大选帝侯号和腓特烈大帝号是由新近成立（因此缺乏经验）的帝国船厂承建，其中前者由威廉港的帝国船厂负责，后者由基尔的帝国船厂负责。相反，普鲁士号则是向位于斯德丁的私营造船厂伏尔铿公司订购的。尽管大选帝侯号较两艘姊妹舰提前了两年开建，但由于工程开始后的重新设计和帝国船厂的经验不足，它成为最后完工的一艘。该舰的建造期长达十年，相比之下，腓特烈大帝号的建造时间为八年，而普鲁士号则仅为六年。

### 同级舰
| 舰只         | 造船厂           | 命名来源                  | 动工年份 | 下水日期       | 入役日期       | 结局                    |
| ------------ | ---------------- | ------------------------- | -------- | -------------- | -------------- | ----------------------- |
| 大选帝侯号   | 威廉港帝国船厂   | 勃兰登堡选帝侯腓特烈·威廉 | 1869年   | 1875年9月17日  | 1878年5月6日   | 1878年5月31日遭撞击沉没 |
| 普鲁士号     | 斯德丁伏尔铿船厂 | 普鲁士王国                | 1871年   | 1873年11月22日 | 1876年7月4日   | 1919年拆解报废          |
| 腓特烈大帝号 | 基尔帝国船厂     | 普鲁士国王腓特烈二世      | 1871年   | 1874年9月20日  | 1877年11月22日 | 1920年拆解报废          |

## 服役历史

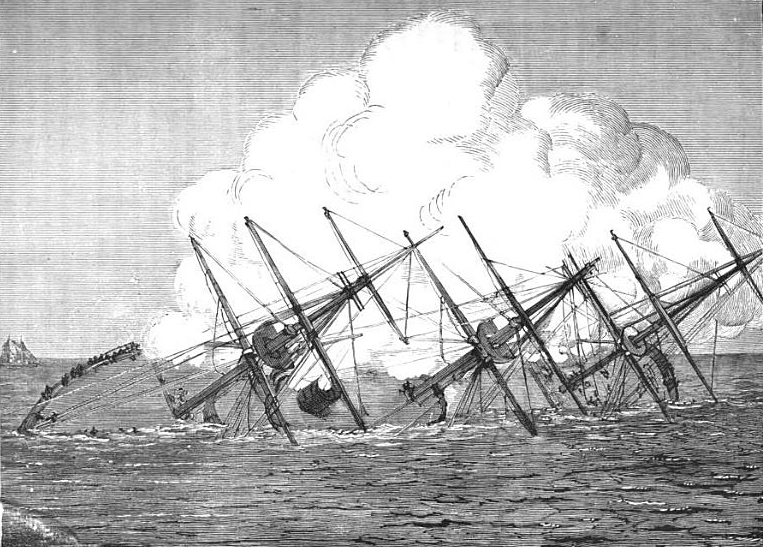
大选帝侯号在英吉利海峡沉没

在1876年7月投入使用后，普鲁士号即跟随训练分舰队（即公海舰队的雏形）服役。它于1877年加入了一支被派往地中海的特遣分舰队，以应对俄土战争期间发生在奥斯曼帝国的骚乱——居住在当地的德国公民正受到暴力的威胁。在海军少将卡尔·费迪南德·巴奇的指挥下，分舰队于1877年7月驶向海法和雅法的港口，但未见岸上有明显的紧张局势。随后，巴奇下令离开，于夏季剩余的时间内都在地中海游弋，至10月才返回德国。
至1878年5月，所有三艘普鲁士级舰只都已为舰队的年度夏季演习做好了准备。这三艘舰与另一艘铁甲巡防舰威廉国王号合组为一个支队，在巴奇少将的的指挥下作战。而腓特烈大帝号在尼堡附近擱淺后退出了演习，使巴奇的部队只剩三艘舰。5月31日，在穿越英吉利海峡期间，威廉国王号意外撞上了大选帝侯号；后者很快便沉没，共造成269名船员丧生（一说284人）。舰只的损失引发了一系列对碰撞情况的调查，最终支队指挥官巴奇和大选帝侯号舰长、海军上校亚历山大·冯·蒙茨均被判无罪。该事件的政治内讧则导致调查委员会主席、海军少将赖因霍尔德·冯·维尔纳被逐出海军。
从1879年至1883年，普鲁士号和腓特烈大帝号一直留在分舰队进行巡航训练，之后被包括四艘萨克森级铁甲舰在内的新式舰艇所取代，从而被列入预备役。在威廉二世加冕为德意志皇帝后，这两艘舰于1889年重新启用以陪同参加巡航活动，其中包括1889年8月对英国的国事访问以及1889－1890年冬天造访地中海。两舰在1890年代初期的训练周期中恢复了它们的职能。尽管普鲁士号于1891年退出现役，但腓特烈大帝号仍一直服役至1894年底。退出现役后，两舰都曾担任次要任务，包括作为港湾船，以及其后作为鱼雷艇的贮煤废船使用。第一次世界大战结束后，这两艘舰最终于1919年被出售报废，并双双在1920年或之前拆解。

## 脚注
注释
1. ↑  死亡人数的统计口径不尽相同。据埃里希·格勒纳（英语：Erich Gröner）报道，在500名船员中共有269人于事故中丧生；[5]而劳伦斯·桑德豪斯则称有276人遇难。[9]艾丹·多德森给出的遇难人数甚至为284人。[10]

引用
1. ↑  Dodson，第14–20頁.
2. 1 2 3 4  Gröner，第5頁.
3. 1 2 3 4  Dodson，第20頁.
4. 1 2  Gardiner，第244頁.
5. 1 2 3 4 5 6  Gröner，第6頁.
6. 1 2 3 4 5 6 7 8  Gröner，第5–6頁.
7. ↑  Dodson，第20–21頁.
8. ↑  Sondhaus，第122頁.
9. 1 2  Sondhaus，第124頁.
10. ↑  Dodson，第26頁.
11. ↑  Sondhaus，第127–132頁.
12. ↑  Sondhaus，第140–141, 161–163頁.
13. ↑  Sondhaus，第179頁.
14. ↑  Sondhaus，第192–196頁.

## 延伸阅读
- . Warship International. 2012, XLIX (1): 85–90. ISSN 0043-0374.